# Ann Procter
Ann Procter is een Australisch waterskiester.

## Levensloop
Procter werd driemaal wereldkampioen in de Formule 1 van het waterski racing.

## Palmares
- Wereldkampioenschap Formule 1: 2001, 2003 en 2007
- Wereldkampioenschap Formule 1: 2005